# Xylosma fawcettii
Xylosma fawcettii là một loài thực vật thuộc họ Salicaceae. Đây là loài đặc hữu của Jamaica.